# Breviarium canonum Attos
Das Breviarium canonum (deutsch etwa „Kurzes Verzeichnis der Kanones“; auch Capitulare) ist eine Kanones-Sammlung, die der Kardinalpriester Atto von San Marco nach 1073 und wahrscheinlich vor 1084 im Rom angelegt hat.

## Inhalt, Bedeutung, Überlieferung
Attos kleine Sammlung enthält ein Vorwort und etwas mehr als 500 meist kurze Kapitel, vor allem stark gekürzte Auszüge aus echten und gefälschten Dekretalen. Die Quellen, aus denen diese letztlich stammen, sind vor allem die Pseudoisidorischen Fälschungen, die Briefe Gregors des Großen und anscheinend Fragmente des Registers Gelasius’ I. Die wenigen Konzilskanones stammen aus der Collectio Dionysio-Hadriana. Einige dieser Texte sind sehr selten; teilweise gibt es Parallelen zu den Sammlungen, die Anselm II. von Lucca und Deusdedit in den 1080er Jahren kompilierten. 
Die Sammlung ist vor allem aufgrund des enthaltenen Vorwortes als Quelle für die Geschichte des Reformpapsttums bedeutend, weil Atto hier eine radikale Rechtsquellenlehre entwickelt: Nur vom Papsttum bestätigte Kanones sollten demnach allgemeine Gültigkeit haben. Insbesondere wendet sich Atto gegen die Beschlüsse nordalpiner Synoden, gegen Bußbücher und vielleicht auch gegen Kanones, die im Liber decretorum enthalten sind, einer damals sehr weit verbreiteten Sammlung, die Burchard von Worms Anfang des 11. Jahrhunderts kompiliert hatte.
Das Breviarium ist nur in einer Handschrift (BAV, Vat. lat. 586) überliefert, möglicherweise Attos Autograph. Sie hatte keinen erkennbaren Einfluss auf andere Sammlungen. Sowohl ihr (bescheidener) Inhalt, als auch die Struktur und die enthaltene Rechtsquellenlehre machten das Breviarium in der Praxis weitgehend nutzlos.
Die Handschrift enthält auch die Beschlüsse einer Versammlung von Kardinälen von 1082, die sich gegen Gregor VII. richteten. Atto wandte sich in diesen Jahren von Gregor ab und wurde 1084 von diesem exkommuniziert.

## Editionen und Übersetzungen
- Attonis cardinalis presbyteri Capitulare seu Brevarium canonum, ex Codice Vaticano. In: Angelo Mai (Hrsg.): Scriptorum veterum nova collectio e Vaticanis codicibus edita Band 6, typis Vaticanis, Rom 1832, Teil 2, S. 60–102. Digitalisat: urn:nbn:de:bvb:12-bsb10216565-7.
- Robert Somerville, Bruce Clark Brasington: Prefaces to Canon Law Books in Latin Christianity: Selected Translations, 500–1317 . 2. Auflage. Catholic University of America Press, Washington 2020, ISBN 978-0-8132-3341-3, S. 101–102. [Nur das Vorwort.]